# Stadhouderskade 142-144
Het complex Stadhouderskade 142-144/Hemonylaan 25a bestaat uit een drietal panden aan de Stadhouderskade/Singelgracht te Amsterdam-Zuid, De Pijp. Het complex staat op de hoek van de Hemonystraat, maar met een teruggetrokken rooilijn aan die straat.
De ontstaansgeschiedenis van deze drie panden is onduidelijk, maar direct verbonden aan de demping van de Zaagmolensloot tot Albert Cuypstraat/Hemonylaan. De gebouwen zijn opgetrokken in de eclectische bouwstijl. Deze stijl komt over de volle lengte van de Stadhouderskade voor. De makelaars en architecten Jan Willem Hartgerink en Hendrik Dirks Kramer bouwden grote delen van dit deel van de kade vol, maar het is onbekend of ze ook verantwoordelijk zijn voor dit gebouw. 
In het Algemeen Handelsblad van 23 april 1891 werd melding gemaakt dat de panden 143 en 144 toen in eigendom waren van houthandelaar Abraham Mensing (van Stadhouderskade 140-141) waren en dat hij ook graag de omliggende terreinen wilde hebben. B & W zagen geen mogelijkheid de omliggende terreinen (op korte termijn) te bebouwen en waren voor verkoop. Door diverse leden werd echter bezwaar gemaakt omdat op die wijze in hun ogen er een onwenselijk plein zou ontstaan. Anderen vonden dit juist een goed idee, zij zagen hier mogelijkheden tot het laten rijden van een toekomstige paardentram, zodat enige open ruimte wenselijk was.
In 1917 werd het complex nog verkocht als woonhuizen, samen met het buurpand Stadhouderskade 141, dat wel van bouwer Hartgerink is. De notaris J.A. von Stein Callenfels was rond 1900 hier gevestigd.  In 1906 was er op huisnummer 144 een filiaal van de Rijkspostspaarbank gevestigd. In de jaren twintig kwam hier eerst het bedrijf Tasche & Co (handel in vrachtwagens) en daarna het garagebedrijf van Sieberg gevestigd. Hij was Ford- en Rover-handelaar. In 1983 stond het complex te koop voor 1.650.000 gulden. Automobielbedrijf De Singel ging hier toen verder, maar paste daarbij het bedrijfsadres aan tot Hemonylaan 25a, de voormalige achteringang. Eind 20e eeuw nam supermarktketen Lidl intrek in het totale vloeroppervlak van de begane grond.  
Oost ·
160 ·
158 ·
157 ·
156 ·
155 ·
151-154 ·
149-150 ·
145-146 ·
142-144 ·
140-141 ·
137-139 ·
135-136 ·
130-134 ·
129 ·
128 ·
125-127 ·
123-124 ·
116-122 ·
115 ·
110-113 ·
100-101 ·
97 ·
95-96 ·
93-94 ·
92 ·
91 ·
89-90 ·
87-88 ·
86 ·
85 ·
84 ·
82-83 ·
78-79 ·
77 ·
Heineken Brouwerij ·
74 ·
72-73 ·
69-70 ·
68 ·
67 ·
65-66 ·
64 ·
62-63 ·
60-60a ·
58-59 ·
56-57 ·
Willemshuis ·
Van Nispenhuis ·
Kapel van Sint Josephs Gezellen-Vereeniging ·
54 ·
52-53 ·
47-49 ·
Carel Willinkplantsoen ·
Polderhuis ·
Ruysdaelkade 2-4 ·
Judith Leysterbrug ·
42 (Rijksmuseum) ·
40-41 ·
31-35 ·
30 ·
29 ·
Park Centraal Amsterdam ·
Stedemaagd (Vondelpark) ·
Byzantium ·
Koepelkerk ·
12 (Marriott) ·
Persilhuis ·
7 ·
5 ·
3 ·
1 ·
West